# Ломтев, Тимофей Петрович
Тимофе́й Петро́вич Ло́мтев (2 [15] октября 1906, село Кочерга, Воронежская губерния — 19 апреля 1972, Ленинград) — советский лингвист, доктор филологических наук (1943), профессор (1946).

## Биография
Родился в крестьянской семье, был девятнадцатым ребёнком у родителей. Окончил Новохопёрский педагогический техникум (1925), затем филологический факультет Воронежского университета (1929), избирался секретарем бюро ВЛКСМ Воронежского университета. В своей дипломной работе одним из первых анализировал книгу В. Н. Волошинова и М. М. Бахтина «Марксизм и философия языка». Аспирант РАНИОН (1930), активный участник группы «Языкофронт», с левых позиций выступавшей против «нового учения о языке» (лично Ломтев, впрочем, некоторые положения марризма в этот период принимал и был склонен к «догматическому теоретизированию» не меньше, чем его оппоненты, а впоследствии сам принял участие в последней марристской кампании 1948—1950 годов). В 1931 году окончил аспирантуру Московского института красной профессуры по специальности «русский язык».
Старший научный сотрудник недолго просуществовавшего московского НИИ языкознания при Наркомпросе (1931—1933). В этот период Ломтев (выпустивший в 1932 году первый советский «цитатник» из высказываний Ленина на темы языка) участвовал в идеологической борьбе на два фронта — в дискуссии против марристов и в политических «проработках» стоящих на позиции традиционной лингвистики сотрудников собственного института (слависты А. М. Селищев и Н. М. Каринский, а также ученик Селищева, младший товарищ Ломтева по «Языкофронту» С. Б. Бернштейн при его участии изгонялись из НИЯЗа). В начале 1930-х годов также был доцентом Московского государственного педагогического института им. В. И. Ленина, профессор Коммунистического института журналистики.
После вынужденного самороспуска «Языкофронта» и ликвидации НИЯЗа в 1933 году Ломтев не мог получить работу в Москве или Ленинграде: работал в Институте языкознания (языка и литературы) АН Белорусской ССР (1933—1946) и преподавал в БГУ (профессор с 1937 года). В 1939 году вступил в партию и в 1942—1945 годах был заведующим отделом школ КП Белоруссии (фактически 1941—1943 годы провёл в эвакуации в Свердловске, где заведовал кафедрой русского в местном университете). В 1941 году завершил работу над докторской диссертацией «Исследование по истории белорусского синтаксиса. Составное сказуемое и его изменение в истории белорусского языка», которая была защищена в Москве в 1943 году.
С 1946 года в Москве, профессор кафедры русского языка МГУ (1947—1971), некоторое время заместитель декана филологического факультета по науке; старший научный сотрудник Института языкознания АН СССР. Главный редактор журнала «Филологические науки» (1958—1972). Незадолго до смерти в 1971 году перешёл в Институт русского языка, где ему было предложено возглавить группу Словаря языка В. И. Ленина.
Входил в состав экспертной комиссии ВАК СССР и трех учёных советов (филологического факультета, гуманитарных факультетов МГУ и Института русского языка АН СССР), был членом Комитета славистов СССР и председателем комиссии по изучению грамматического строя славянских языков при нём, членом комиссий при Международном комитете славистов, членом Научно-технического совета Минвуза СССР и Комитета по присуждению Ленинских и Государственных премий.
Супруга — Вера Ивановна Лабкова, выпускница медицинского факультета Воронежского университета.
Скоропостижно скончался во время поездки в Ленинград. Похоронен на Головинском кладбище.

## Научная деятельность
Ломтев опубликовал свыше 140 научных трудов, в том числе 16 монографий, по всем областям русистики (от фонетики до синтаксиса, а также по белорусскому языку: его наследие весьма неравноценно и страдает эклектическим смешением концепций (так, в 1949 году он пытался сочетать учение Марра с фонологической теорией). Среди советских русистов своего поколения его выделяло стремление к широким обобщениям и построению общей теории всех уровней («ярусов») языка, с 1940-х годов он испытывал влияние структурализма.
Ломтев, всю жизнь бывший убеждённым идейным марксистом, со времён «Языкофронта» (когда, по воспоминаниям П. С. Кузнецова, он сочинял грамматику, где «существительное отражало действительность через классовое сознание») стремился последовательно увязать свои теории с марксистско-ленинской диалектикой, в частности, т. н. принципом отражения. В начале 1950-х годов, по словам С. Б. Бернштейна, Ломтев заявлял: «Никого не интересует, что ты думаешь на самом деле… Сейчас у нас установка на Марра, и ты, как и мы все, должен подчиниться этому требованию». Идея построения особого «марксистского языкознания» после дискуссии 1950 года стала фактически неактуальной, и Ломтев был едва ли не единственным, кто всерьёз продолжал разрабатывать её и позже, формально придерживаясь господствующей идеологии. С. Б. Бернштейн вспоминал: «Он мне открыто и цинично сказал: „Я всегда стою на позиции партии. До выступления тов. Сталина позиция партии в языкознании состояла в признании нового учения о языке. Теперь начинается новый этап, этап сталинский. Я вместе с партией перехожу на этот новый этап. Я уже переработал свою статью в свете новых установок… Сейчас многие бывшие марристы собираются писать покаянные письма. Я этого делать не буду, так как большей глупости нельзя и придумать. Моя совесть чиста!“».
В своих поисках Ломтев наряду с лингвистами молодого поколения 1950—1970-х годов активно использовал математический аппарат: так, в основе его теории синтаксиса лежит понимание предложения как функционального предиката предметных переменных («Основы синтаксиса современного русского языка», 1958), теории фонологии — математическая логика («Фонология современного русского языка», 1972), а описание уровней языка апеллирует к комбинаторике и теории множеств («Предложение и его грамматическая категория», 1972). Одним из первых затронул вопрос об информационной избыточности языка (1953). В книге «Очерки по историческому синтаксису русского языка» (1956) представил развитие синтаксической системы XI—XVII веков.
Ломтев был противоречивой личностью: живой интерес к новейшим достижениям в лингвистике, логике, математике сочетался в нём с недостатком элементарного образования и культуры речи, из-за чего многие современники воспринимали его иронически. Однако его наследие исследовалось авторами, работающими в области логического анализа языка (Н. Д. Арутюновой), и историками науки.

## Основные издания
- Беларуская граматыка. — Мiнск, 1935—1936. Ч. 1-2 (Ч. 2 — сааўтар);
- Сiнтаксiс беларускай мовы. — Мiнск, 1939 (сааўтар);
- «Очерки по историческому синтаксису русского языка» (1956)
- Основы синтаксиса современного русского языка. — М., 1958 (2-е изд. М., 2006);
- Предложение и его грамматические категории. — М., 1972 (2-е изд. М., 2007).
- «Фонология современного русского языка на основе теории множеств», 1972;
- Общее и русское языкознание: избранные работы. — М., 1976;
- Структура предложения в современном русском языке. — М., 1979;
- Из истории синтаксиса русского языка. — М., 2006;